# Comuna de Gniewkowo
Gniewkowo (polaco: Gmina Gniewkowo) é uma gminy (comuna) na Polónia, na voivodia de Cujávia-Pomerânia e no condado de Inowrocławski. A sede do condado é a cidade de Gniewkowo.
De acordo com os censos de 2004, a comuna tem 14 782 habitantes, com uma densidade 82,4 hab/km².

## Área
Estende-se por uma área de 179,44 km², incluindo:
- área agricola: 63%
- área florestal: 25%

## Demografia
Dados de 30 de Junho 2004:
|                      | Total   | Total | Mulheres | Mulheres | Homens  | Homens |
| -------------------- | ------- | ----- | -------- | -------- | ------- | ------ |
|                      | pessoas | %     | pessoas  | %        | pessoas | %      |
| População            | 14 782  | 100   | 7451     | 50,4     | 7331    | 49,6   |
| Densidade (pop./km²) | 82,4    | 100   | 41,5     | 41,5     | 40,9    | 40,9   |

De acordo com dados de 2005, o rendimento médio per capita ascendia a 1570,78 zł.

## Subdivisões
- Bąbolin
- Gąski
- Godzięba
- Kaczkowo
- Kawęczyn
- Kijewo
- Klepary
- Lipie
- Markowo
- Murzynko
- Murzynno
- Ostrowo
- Perkowo
- Skalmierowice
- Suchatówka
- Szadłowice
- Szpital
- Wielowieś
- Wierzbiczany
- Wierzchosławice
- Więcławice
- Zajezierze
- Żyrosławice

## Comunas vizinhas
- Aleksandrów Kujawski, Dąbrowa Biskupia, Inowrocław, Rojewo, Wielka Nieszawka